# Jakob Philipp Fallmerayer
Jakob Philipp Fallmerayer, född 10 december 1790 nära Brixen i Tyrolen, död 26 april 1861 i München, var en österrikisk historiker och orientalist.
Fallmerayer studerade till en början teologi och juridik, men övergick helt till historia och filologi. Såsom bayersk infanterilöjtnant tog han del i krigen mot Napoleon I 1813–1814 och 1815. Efter erhållet avsked, 1818, fick han anställning först vid gymnasiet i Augsburg och sedan vid lyceet i Landshut. Åren 1831–1834 företog han i den ryske fältmarskalken Aleksandr Osterman-Tolstojs sällskap en längre studieresa till Grekland och Levanten. 
Då han på grund av sina liberala åsikter förbjöds att föreläsa vid Münchens universitet, gav han sig 1836 åter ut på resor (1840–1841 och 1847 besökte han åter Orienten), men kallades av 1848 års politiska tilldragelser tillbaka till Bayern. Han utnämndes samma år till professor i historia vid universitetet i München och valdes till ledamot av Frankfurtparlamentet. På grund av sitt deltagande i rumpparlamentet i Stuttgart avsattes han 1849 från professuren och måste bege sig till Schweiz. Efter amnestin i april 1850 fick han emellertid återvända till München. 
Fallmerayer är främst känd för sin forskning om den turkisk-grekiska halvöns historia. Hans kontroversiella påstående om att de nutida grekerna inte härstammar från de gamla grekerna, utan är ett blandfolk av slaviska stammar, vilka under folkvandringstiden besatt Grekland och sedermera av bysantinska riket underkuvats samt därifrån fått grekiskt språk, blev starkt omstritt.